# A3 (motorväg, Italien)
A3, It. L'Autostrada del Sole,  är en motorväg i Italien som går mellan Neapel och Reggio di Calabria via Salerno, Cosenza och Vibo Valentia. Motorvägen går igenom regionerna Kampanien, Basilicata och Kalabrien. Denna motorväg ansluter till färjeläget i Reggio di Calabria. Motorvägen är en del i en förbindelse mellan Rom och Sicilien. Detta är en för Italien mycket viktig motorväg framförallt för inrikestrafiken.